# Given Singuluma
Given Sunguluma (Rufunsa, 19 luglio 1986) è un ex calciatore zambiano, di ruolo attaccante o centrocampista.

## Palmarès

### Club

#### Competizioni nazionali
- Campionato della Repubblica Democratica del Congo: 4

TP Mazembe: 2009, 2011, 2013, 2014
- Supercoppa della Repubblica Democratica del Congo: 2

TP Mazembe: 2013, 2014

#### Competizioni internazionali
- CAF Champions League: 3

TP Mazembe: 2009, 2010, 2015
- CAF Super Cup: 2

TP Mazembe: 2010, 2011